# Ceratophyllus qinghaiensis
Ceratophyllus qinghaiensis är en loppart som beskrevs av Zhang Guangdeng et Ma Liming 1985. Ceratophyllus qinghaiensis ingår i släktet Ceratophyllus och familjen fågelloppor. Inga underarter finns listade i Catalogue of Life.